# РосУкрЕнерго
«РосУкрЕнерго АГ» (RosUkrEnergo AG, RUE) — компанія з перепродажу природного газу на території України, а також Східної і Центральної Європи, яка в 2004–2009 роках була посередником при постачанні газу в Україну і ЄС.

## Юрисдикція
Зареєстрована в швейцарському кантоні Цуг 22 липня 2004 року як спільне підприємство двох фінансових організацій — групи «Газпромбанк» (яка володіє 50 % акцій спільного підприємства через зареєстровану в Швейцарії компанію ARosgas Holding AG) і компанії Centragas Holding (Центрагаз Холдинг), фактичними співвласниками якої є громадяни України Дмитро Фірташ (90 %) і Іван Фурсін (10 %).
Статутний капітал — 35 000 доларів США.
7 липня 2014 року російський «Газпром» і австрійська Centragas Holding AG, підконтрольна українському бізнесменові Дмитру Фірташу, прийняли рішення про ліквідацію компанії РосУкрЕнерго AG (RUE, Швейцарія).

## Власники та керівництво
Акціонери компанії RosUkrEnergo AG в рівних частках (по 50 %) — ВАТ «Газпром» і Centragas Holding AG; власники останньої — громадяни України Дмитро Фірташ (90 %) і Іван Фурсін (10 %).
Сам Фірташ в розмові з послом США восени 2008 року (ці відомості потрапили в ЗМІ через «ВікіЛікс»), визнавав, що на початку свого газового бізнесу йому «надавав дозвіл на бізнес» московський кримінальний авторитет Семен Могилевич (Сергій Шнайдер), якого уряд США оголосив «одним з десяти найрозшукуваніших у світі ворогів США».
У компанії RosUkrEnergo AG два виконавчих директори. Виконавчий директор від Centragas Holding AG — Дмитро Глебко. Другим виконавчим директором в травні 2008 року був призначений Микола Дубик, який змінив вихідця з КДБ Костянтина Чуйченко, що навчався в одній групі з Дмитром Медведєвим і був призначений помічником Президента Росії — начальником контрольного управління Президента Росії.